# Roman Knoll
Roman Knoll (ur. 27 października 1888 w Kijowie, zm. 6 marca 1946 w Katowicach) – polski polityk i dyplomata, wolnomularz, założyciel Unii Narodowo-Państwowej w 1922 roku.

## Życiorys
Ukończył studia na wydziale prawnym Uniwersytetu Kijowskiego. Od 1908 brał czynny udział w organizacjach niepodległościowych.
W marcu 1917 roku został członkiem Polskiego Komitetu Wykonawczego na Rusi. W 1918 urzędnik w przedstawicielstwie Rady Regencyjnej w Piotrogrodzie, od 1919 referent Wydziału Wschodniego w MSZ. W wojnie polsko-bolszewickiej 1920 walczył jako ochotnik. Podczas rokowań pokojowych z Rosją Sowiecką w Rydze pełnił funkcję sekretarza generalnego delegacji polskiej. Od 16 grudnia 1922 do 30 grudnia 1923 był kierownikiem poselstwa polskiego w RFSRR w Moskwie w randze Chargé d’affaires ad interim. 30 grudnia 1922 Rosyjska Federacyjna Socjalistyczna Republika Radziecka stała się częścią utworzonego Związku Socjalistycznych Republik Radzieckich, Polska uznała powstanie ZSRR notą z 13 grudnia 1923. Roman Knoll był ostatnim przedstawicielem dyplomatycznym Polski przy rządzie Rosji Sowieckiej.
Od 25 czerwca 1924 poseł RP w Ankarze. W marcu 1926 powrócił do Polski, do centrali MSZ. Brał udział w przygotowaniach do przewrotu majowego. Po przewrocie majowym mianowany wiceministrem w Ministerstwie Spraw Zagranicznych z datą 13 maja 1926. Pełnił następnie funkcję posła polskiego w Rzymie (1926–1928) i Berlinie (1928–1930).
W grudniu 1930 odwołany z placówki i przeniesiony w stan spoczynku. Faktyczną przyczyną jego zwolnienia był wygłoszony publicznie komentarz: „Najazd bandytów na dom wariatów”, jakim określił sytuację w resorcie po wejściu do kierownictwa MSZ Józefa Becka i Wiktora Drymmera. W 1936 współpracował z Frontem Morges.
Podczas II wojny światowej pełnił funkcję szefa Sekcji Spraw Zagranicznych Delegatury Rządu na Kraj (kryptonim „Moc”), którą sprawował do lutego 1945. W opinii Janusza Pajewskiego, znającego go osobiście, był obdarzony chyba najbardziej oryginalną, najbardziej błyskotliwą pamięcią.
Ożenił się z Anną Bagniewską (1909–1946).

## Ordery i odznaczenia
- Krzyż Komandorski z Gwiazdą Orderu Odrodzenia Polski (9 listopada 1926)[4][5]
- Krzyż Komandorski Orderu Odrodzenia Polski (7 listopada 1925)[6]
- Wielka Wstęga Orderu Korony Włoch (Włochy)[5]
- Wielka Wstęga Orderu św. Sawy (Jugosławia)[5]
- Wielki Oficer Orderu Legii Honorowej (Francja)[5]